# Komitat Baranya (historisch)
Das Komitat Baranya (deutsch selten Komitat Branau; ungarisch Baranya vármegye, kroatisch Baranja, lateinisch Comitatus Baraniensis) war eine Verwaltungseinheit im Südwesten des  Königreichs Ungarn. Verwaltungssitz war Pécs.
Das Gebiet liegt zum größten Teil im heutigen Ungarn (dort im Komitat Baranya), ein kleinerer Teil im Süden gehört zum heutigen Kroatien (als Teil der Gespanschaft Osijek-Baranja).

## Lage

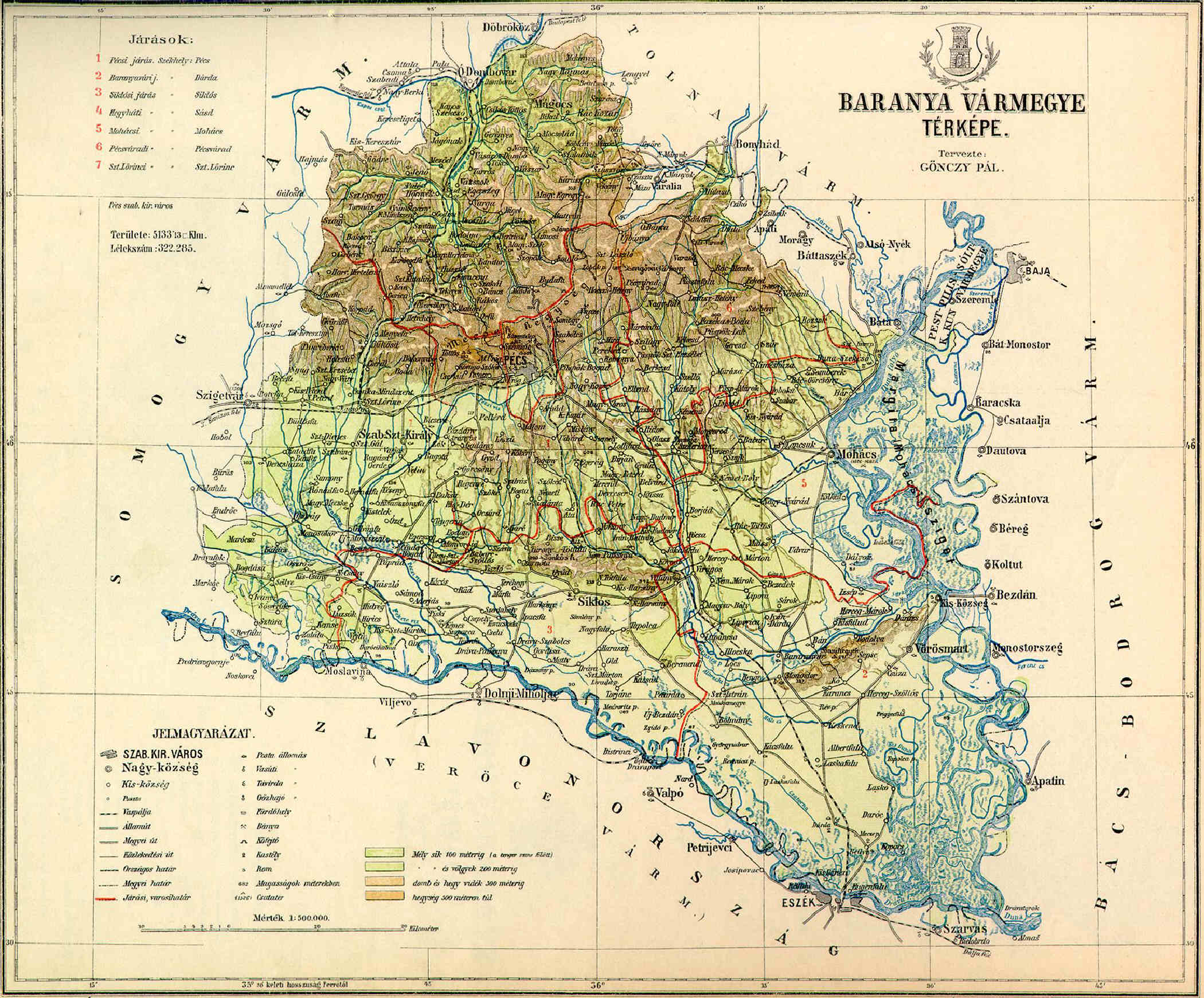
Karte des Komitats Baranya um 1890

Das Komitat grenzte an die Komitate Somogy, Tolna, Bács-Bodrog und Virovititz (Verőce). Es lag zwischen der Drau im Süden und der Donau im Osten.

## Geschichte
Das Komitat entstand relativ früh im 11. Jahrhundert. Zu dieser Zeit reichte es bis zur Save ins heutige Slawonien hinein. Die slawonischen Gebiete gingen zum Teil schon im Mittelalter durch Neugründung anderer Komitate (Požega u. a.) bzw. Gebietsabtretungen (v. a. an das Komitat Vukovar) verloren. Die Grundherrschaftsstruktur der Baranya war im Mittelalter durch einen starken kleinen und mittleren Adel geprägt. Magnaten wie die Familie Garai und Kirchenfürsten (Bistum Fünfkirchen und Abtei Pécsvárad gab es nur wenige.
Zwischen 1526 und 1566 kam die Baranya durch Eroberung in den Besitz des Osmanischen Reiches. Während der türkischen Herrschaft über das Gebiet gehörte es zum Sandschak Mohács. Die ungarische Komitatsorganisation erlosch in dieser Zeit. Erst nach der Rückeroberung durch das Habsburgerreich 1686/1687 wurde es wieder als Komitat erschaffen, diesmal ohne die slawonischen Teile. Unter habsburgischer Herrschaft wurde das Grundherrschaftsystem im Vergleich zur vortürkischen Zeit stark verändert. Die Baranya war nun ein Land des Großgrundbesitzes, in dem komitatsfremde habsburgische Gefolgsleute die Grundherrschaften dominierten.
Nach dem Ende des Ersten Weltkriegs 1918 besetzten serbische Truppen das Gebiet. Bis zum Vertrag von Trianon wurde es vom Königreich der Serben, Kroaten und Slowenen verwaltet und danach zwischen Ungarn und dem Königreich aufgeteilt.
Der bei Ungarn verbliebene Teil blieb in seinen Grenzen bis zur großen Komitatsreform 1950 bestehen. Bei dieser Reform wurde das Gebiet um die Stadt Szigetvár vom Komitat Somogy übernommen. Siehe weiter unter Komitat Baranya.

## Herkunft des Namens Baranya
Der Name geht auf die Burg Baranyavár (früher: Castrum Borona) zurück. Der Ursprung von Borona deutet auf slawische Herkunft hin (vergleiche den montenegrinischen Ort Borenjina). Die Magyaren ersetzten das slawische „o“ in der Regel mit dem ungarischen „a“, was ähnlich ausgesprochen wird.

## Bezirksunterteilung
Im frühen 20. Jahrhundert bestanden folgende Stuhlbezirke (meist nach dem Namen des Verwaltungssitzes benannt):
| Stuhlbezirke (járások)                  | Stuhlbezirke (járások) |
| Stuhlbezirk                             | Verwaltungssitz        |
| --------------------------------------- | ---------------------- |
| Bezirk Baranyavár                       | Dárda heute Darda      |
| Bezirk Hegyhát                          | Sásd                   |
| Bezirk Mohács                           | Mohács                 |
| Bezirk Pécs                             | Pécs                   |
| Bezirk Pécsvárad                        | Pécsvárad              |
| Bezirk Siklós                           | Siklós                 |
| Bezirk Szentlőrinc                      | Szentlőrinc            |
| Stadtkreis (törvényhatósági jogú város) |                        |
| Pécs                                    |                        |

Die Gemeinde Darda liegt im heutigen Kroatien, alle anderen Orte im heutigen Ungarn.